# Kidian Diallo
Kidian Diallo   (Niéna, 1 de gener de 1944) fou un futbolista malià de la dècada de 1960.
Fou internacional amb la selecció de futbol de Mali. Pel que fa a clubs, destacà a Djoliba AC i AS Real Bamako. Com a entrenador dirigí el Djoliba i la selecció.